# Grönlandsviva
Grönlandsviva (Primula egaliksensis) är en viveväxtart som beskrevs av Morten Wormskjold och Jens Wilken Hornemann. Enligt Catalogue of Life ingår Grönlandsviva i släktet vivor och familjen viveväxter, men enligt Dyntaxa är tillhörigheten istället släktet vivor och familjen viveväxter. Arten har ej påträffats i Sverige. Inga underarter finns listade i Catalogue of Life.

## Bildgalleri